# الحصاد (فلم)
فيلم الحصاد فيلم أمريكي أُنْتِجَ عام 1993 من بطولة جورج كلوني، ميغيل فيرير، ليلاني سارلي، أنتوني دينيسون هنري سيلفا وآخرون، ومن إخراج David Marconi.

## روابط خارجية
- مقالات تستعمل روابط فنية بلا صلة مع ويكي بيانات